# Sprea
La Sprea (AFI: /ˈsprɛa/; in tedesco Spree, in lingua soraba Sprjewja/Sprowja) è un fiume della Germania nord-orientale (Brandeburgo), affluente di sinistra dell'Havel.

## Il nome
Il nome Spree deriva dalla parola germanica sprewjan, spruzzare, cioè "fiume che spumeggia, schizza, scorre veloce".
Il cognome italiano Spreafico deriva dalla parola tedesca Spree-fischer, che significa Pescatore della Sprea. La sua origine risale al III e al VI secolo, quando un gruppo di pescatori della Sprea migrarono verso l’area mediterranea, stabilendosi in Italia sulle rive del pescoso lago di Como. In alta Lombardia, soprattutto nelle province di Como e di Lecco, questo cognome è ancora piuttosto comune anche ai giorni d'oggi.

## Percorso
La Sprea è lunga circa 400 km (a seconda delle fonti vengono riportate lunghezze di 382 km, 398 km oppure 403 km), 182 dei quali sono navigabili. Nasce da tre sorgenti distinte presso Spreedorf, nei monti della Lusazia (in Sassonia), non lontano dalla frontiera con la Repubblica Ceca. Nel suo alto corso delimita per un tratto la frontiera fra la Repubblica Ceca e la Germania, quindi a nord di Cottbus attraversa la foresta della Sprea (nota per i cetrioli) e più avanti la città di Berlino ed è collegato all'Elba e all'Odra dal canale Federico Guglielmo.
La Sprea è il principale corso d'acqua di Berlino e confluisce nello Havel, che passa anch'esso per la città. Il percorso cittadino è di circa 46 km e a tratti il fiume, che attraversa la città da sud-est a nord-ovest, raggiunge una larghezza di 50 metri formando nel centro della città un'isola.

## Durante la Guerra fredda
Un tratto del Muro di Berlino (quello che oggi dà vita alla East Side Gallery), ai tempi della divisione, correva parallelamente alla Sprea. Per ragioni di spazio non fu possibile costruire tutta la complessa struttura confinaria; d'altra parte la Sprea la rendeva inutile, sostituendo la striscia di confine nel compito di contenimento tra i due muri, quello est e quello ovest.

## Curiosità
Il fiume diede spunto anche per la denominazione di un collegamento ferroviario in uso negli anni novanta, lo Spree-Alpen Express, che collegava Berlino con Verona.